# Томашик, Самуил
Самуил Томашик, или Само Томашик (словац. Samo Tomášik, 8 января 1813, Ешлава — 10 сентября 1887, Хижне) — словацкий поэт-романтик и прозаик.
Он известен как автор стихотворения «Hej, Slováci» («Гей, славяне!»), являющееся гимном панславянского движения и которое в 1939—1945 годах было национальным гимном Словакии, а с 1944 года — национальным гимном Югославии, а позже — Союза Сербии и Черногория до 2006 года.
12 февраля 2023 года Матица Словацкий организовала памятное мероприятие в Гемерских Теплицах, по которому также был снят короткометражный документальный фильм.

## Произведения
- 1888 — «Básně a písně», (в соавторстве).
- 1834 — «Гей, славяне!» (Hej, Slováci; Na Slovany).
- 1846 — «Hladomra».
- 1864 — «Bašovci na Muránskom zámku».
- 1865 — «Sečovci, veľmoži gemerskí».
- 1867 — «Vešelínovo dobytie Muráňa»
- 1870 — «Odboj Vešelínov».
- 1873 — «Malkotenti»
- 1876 — «Kuruci»
- 1872 — «Pamäti gemersko-malohontské»
- 1883 — «Denkwürdigkeiten des Muranyer Schlosses, mit Bezug auf die Vaterländische Geschichte».
- «Barón Trenck».
- «Svadba pod Kohoutem».
- «Kolo Tatier čierňava».
- «Hej, pod Kriváňom» (Hej, pod Muráňom).
- «Ja som bača veľmi starý».